# Niello (rapper)
Niello, pseudonimo di Niklas Granh (Malmö, 21 ottobre 1987), è un rapper svedese.

## Biografia
Cresciuto a Lindängen e Åkarp nell'area metropolitana di Malmö, Niello si è avvicinato alla musica rap all'età di 14 anni. In seguito alla scuola superiore si è trasferito a Stoccolma, dove ha iniziato a pubblicare musica come parte del duo Stockholm Boogie.
Nel 2013 ha pubblicato su Warner Music Sweden il suo singolo di debutto Svett, seguito nello stesso anno da Legenden, che ha raggiunto la 3ª posizione della Sverigetopplistan ed è stato certificato doppio disco di platino dalla IFPI Sverige con oltre 80 000 unità vendute a livello nazionale.
Niello è stato selezionato da SVT per partecipare al Melodifestivalen 2022, festival musicale che funge da selezione svedese per l'Eurovision Song Contest, con il brano Tror du att jag bryr mig in duetto con Lisa Ajax, certificato oro.

## Discografia

### Album in studio
- 2019 – Dahlia

### EP
- 2015 – Vinden

### Singoli
- 2013 – Svett
- 2013 – Legenden (feat. Phantomen)
- 2014 – Arlanda (feat. Truls)
- 2014 – Ikaros
- 2016 – Becka (feat. Albin Johnsén & Mattias Andréasson)
- 2016 – Över mig (feat. Canto & Danny Saucedo)
- 2017 – Sista ordet (con Robin Stjernberg)
- 2018 – 13 glas
- 2018 – Coco
- 2018 – Dansa
- 2018 – Fjedar ut (feat. Ikhana)
- 2019 – Under mig
- 2020 – Framtiden är vår (feat. Norsjö)
- 2020 – Fiskarna
- 2020 – Kungar av december (con Danny Saucedo)
- 2021 – Kommer aldrig tillbaks (con Klockrent!)
- 2021 – Härifrån (feat. Norsjö)
- 2021 – Ingen annan (con Lisa Ajax)
- 2022 – Tror du att jag bryr mig (con Lisa Ajax)
- 2022 – Nåt på fickan (con Vince Wavy e Albin)
- 2022 – Knallpulver
- 2022 – Money Dance (feat. MajorityLaw)
- 2023 – Sju sorters blommor (con Ellen Bergelin)
- 2024 – Drakar (con Lisa Ekdahl)